# Moonlight (série télévisée)
Pour les articles homonymes, voir Moonlight.
Moonlight est une série télévisée américaine en seize épisodes de 42 minutes créée par Ron Koslow et Trevor Munson et diffusée entre le 28 septembre 2007 et le 16 mai 2008 sur le réseau CBS et en simultané sur le réseau CTV au Canada.
Au Québec, la série a été diffusée à partir du 25 août 2008 sur Ztélé, et en France à partir du 7 septembre 2008 sur TPS Star et en clair à partir du 30 juin 2009 sur TF1 et enfin sur NT1 et TF6 en 2012.

## Synopsis
Cette série met en scène le détective privé Mick St. John, un vampire de 85 ans, qui a été transformé  par son ex-épouse Coraline lors de leur nuit de noces, cinquante ans plus tôt. Ayant des sentiments pour Bess Turner, une journaliste mortelle qu'il a sauvée il y a quelques années de Coraline, il lutte pour concilier sa vie parmi les humains et son existence de vampire.

## Distribution

### Acteurs principaux
- Alex O'Loughlin (VF : David Kruger) : Mick St. John
- Sophia Myles (VF : Véronique Desmadryl) : Bess Turner
- Jason Dohring (VF : Charles Pestel) : Josef Kostan
- Shannyn Sossamon (VF : Julie Dumas) : Coraline Duvall / Morgan Vincent (7 épisodes)

### Acteurs récurrents
- Tami Roman (VF : Annie Milon) : Maureen Williams (8 épisodes)
- Brian J. White (VF : Frantz Confiac) : Lieutenant Carl Davis (7 épisodes)
- Jordan Belfi (VF : Bruno Choël) : Josh Lindsey (7 épisodes)
- Jacob Vargas (VF : Jonathan Amram) : Guillermo Gasol (5 épisodes)
- David Blue (VF : Stéphane Marais) : Logan Griffen (5 épisodes)
- Kevin Weisman (VF : José Luccioni) : Steve Balfour (4 épisodes)
- Eric Winter (VF : Benoît DuPac) : Benjamin Talbot (4 épisodes)
- Erika Ringor (arz) : Officer Theresa Novak (3 épisodes)
- Luis Moncada (en) : Huerta (3 épisodes)

 Source et légende : version française (VF) sur RS Doublage

## Production
Fin janvier 2007, CBS commande une présentation de 14 à 20 minutes sous le titre de travail Twilight.
Le casting principal débute en mars avec entre autres Alex O'Loughlin et Shannon Lucio (Beth Turner), Amber Valletta (Coraline) et Rade Serbedzija (Josef).
Le 14 mai, CBS commande la série sous son titre actuel et annonce deux jours plus tard lors des Upfronts qu'elle sera diffusée dans la case du vendredi à l'automne, après Ghost Whisperer. Le lendemain, tous les rôles sauf celui de Alex O'Loughlin sont recastés. En juin, David Greenwalt est nommé producteur exécutif et aura la tâche de retravailler la série mais a dû quitter fin juillet pour raisons de santé. Il est remplacé par Chip Johannessen.
Fin juin, Sophia Myles, Jason Dohring et Shannyn Sossamon décrochent les nouveaux rôles principaux.
Le 23 octobre, CBS commande quatre scripts additionnels. À la fin de la Grève de la Writers Guild of America de 2007, en février 2008, quatre nouveaux épisodes ont été produits pour le printemps, portant la saison à seize épisodes. Le showrunner Chip Johannessen décide d'abandonner le reste de l'équipe à l'écriture des scénarios de ces quatre épisodes.
Le 13 mai 2008, CBS annule la série.

## Épisodes
1. Sur les dents (No Such Thing as Vampires)
2. La Morsure du passé (Out of the Past)
3. Le Novice (Dr Feelgood)
4. Un témoin embarrassant (Fever)
5. Rapports à risque (Arrested Development)
6. Black Crystal (B.C.)
7. Quand le passé revient… (The Ringer)
8. Témoin en sursis (12:04 AM)
9. Fleur de Lys (Fleur de Lys)
10. La Belle endormie (Sleeping Beauty)
11. Vendetta (Love Lasts Forever)
12. Remède Mortel (The Mortal Cure)
13. En Rémission (Fated to Pretend)
14. Gloire éphémère (Click)
15. Impair et père (What's Left Behind)
16. Pour l'éternité (Sonata)

## Anecdotes
Malgré de très forts taux d'audience (entre 7,5 et 8,5 million de spectateurs par épisode lors de sa diffusion aux États-Unis) et bien que de nombreux fans aient essayé d'organiser le sauvetage de la série, elle fut annulée après une seule saison.
La série a été rediffusée durant l'été 2010 sur le réseau The CW après des rediffusions de Vampire Diaries.

## Récompenses
- People's Choice Awards 2008 : Nouvelle série télévisée dramatique préférée[22].

## Sortie DVD
L'intégralité des épisodes est sortie en coffret 4 DVD chez Warner Home Vidéo le 13 janvier 2010.